# CunninLynguists
CunninLynguists (Anspielung auf cunning (dt. „gerissen“), Cunnilingus und Linguists) ist eine US-amerikanische Alternative Hip-Hop-Gruppe aus Lexington, Kentucky und Atlanta, Georgia, die für ihren facettenreichen und mit für Hip-Hop zum Teil recht ungewöhnlichen Mitteln untermalten Stil sowie raffinierte Texte bekannt wurde. Die CunninLynguists vereinen verschiedene Strömungen, die sowohl das lyrische Element des Conscious Rap und Momente des Soul und Jazz als auch eine eigenwillige Mischung von Samples aus Polka, Blues und psychedelischen Sounds beinhalten.

## Geschichte
CunninLynguists besteht seit dem Mixtape Sloppy Seconds Vol. 2 aus den beiden Rappern Deacon the Villain und Natti, sowie dem Produzenten Kno, der einen gewissen Bekanntheitsgrad durch das Remixen von Jay-Zs The Black Album erlangte. Ihre gemeinsame Debüt-Platte Will Rap for Food veröffentlichten sie im Oktober 2001, damals noch ohne Natti. Im April 2003 kam das zweite Album mit Titel SouthernUnderground auf den Markt, auf dem der auf dem ersten Album vereinzelt zu hören gewesene Mr. SOS zur Gruppe stieß. Auf dem von RJD2 produzierten Song Seasons ist Masta Ace zu hören. Sie gingen daraufhin bis 2004 in den USA, Kanada und Europa auf Tour.
Das dritte Album der CunninLynguists wurde am Anfang 2006 unter dem Titel A Piece of Strange und mit CeeLo Green und Immortal Technique als Gastmusiker veröffentlicht. Kno, der die Gruppe vorher auch entscheidend als Rapper prägte, beschränkte sich fortan hauptsächlich auf das Produzieren. Das vierte Album, Dirty Acres, erschien Ende 2007. Bei den Aufnahmen wirkten unter anderem Little Brothers Phonte, Devin The Dude und Mitglieder der Dungeon Family mit.
Im Oktober 2010 veröffentlichte Kno sein Debütalbum Death Is Silent, auf welchem u. a. Tonedeff, Substantial, Sheisty Krist und Tunji als Feature erschienen. Des Weiteren erschien im Dezember 2010 das Album N.W.L. von Deacon the Villain und Sheisty Krist. Das Album ist bis auf zwei Lieder, die von Kno und Kokayi produziert wurden, ein Solowerk von Deacon the Villain.
Im März 2011 erschien das fünfte vollständige Studioalbum der CunninLynguists mit dem Titel Oneirology. Es enthält unter anderem Features von Tonedeff, Big K.R.I.T., Tunji und Anna Wise (Sonnymoon).

## Diskografie

### Alben
- 2001: Will Rap for Food
- 2003: SouthernUnderground
- 2006: A Piece of Strange
- 2007: Dirty Acres
- 2011: Oneirology
- 2017: Rose Azura Njano

### Mixtapes
- 2003: Sloppy Seconds Vol. 1
- 2005: Sloppy Seconds Vol. 2
- 2009: Strange Journey Vol. 1
- 2009: Strange Journey Vol. 2
- 2014: Strange Journey Volume Three[1]
- 2014: The WinterFire EP (TheGrouch&Eligh)
- 2017: The Rose EP
- 2017: The Azura EP